# سفیان الحسناوی
سفیان الحسناوی (انگلیسی: Soufian El Hassnaoui؛ زادهٔ ۲۸ اکتبر ۱۹۸۹) بازیکن فوتبال اهل پادشاهی هلند است.
از باشگاه‌هایی که در آن بازی کرده‌است می‌توان به باشگاه فوتبال هارت آف میدلوتیان، باشگاه فوتبال دی گرافشاپ و باشگاه فوتبال اسپارتا روتردام اشاره کرد.
وی همچنین در تیم ملی فوتبال زیر ۲۳ سال مراکش بازی کرده‌است.